# Hemicycliophora halophila
Hemicycliophora halophila är en rundmaskart som beskrevs av Yeates 1967. Hemicycliophora halophila ingår i släktet Hemicycliophora och familjen Criconematidae. Inga underarter finns listade i Catalogue of Life.